# Marina Carozza
Marina Carozza (10 de marzo de 1994 - 24 de agosto de 2016), fue una modelo, estudiante de arquitectura y reina de belleza argentina.
Cursaba el quinto año de la carrera de arquitectura en la Universidad Nacional de Mar del Plata.
En febrero de 2016 fue elegida Reina de las Playas de Tres Arroyos en el balneario de Claromecó.
Falleció el 24 de agosto de 2016 a los 22 años, de un accidente automovilístico al chocar el auto que conducía.